# Michael Anderson (astronaut)
|  | For andre personer med samme navn, se Michael Anderson. |
Michael Phillip Anderson (25. december 1959 – 1. februar 2003) var en amerikansk forsker og astronaut. Hans anden og sidste rumfærd var som missionsspecialist på den tragiske mission STS-107 (også kaldet Columbia-ulykken), som endte med at rumfærgen Columbia desintegrerede ved genindtrædelsen i jordens atmosfære, hvorved hele besætningen om bord omkom.